# Bruno van Moerkerkenpassage
De Bruno van Moerkerkenpassage is een officieuze benaming voor een fietsroute in Amsterdam-Centrum.
Naamgever van de passage is oud-politicus Bruno van Moerkerken, die zich in de stadsdeelraad van Amsterdam-Centrum hard maakte voor een veilige rechtstreekse fietsverbinding tussen het oostelijk deel van de Prins Hendrikkade en NEMO Science Museum enerzijds en het zich ontwikkelende Oosterdokseiland met daarachter ook het Station Amsterdam Centraal anderzijds. Normaliter moest er voor die verbinding een heel eind omgereden worden met allerlei gevaarlijke kruisingen. Grote sta-in-de-weg was NEMO zelf, dat zich omringd zag door allerlei trappetjes. Van Moerkerken, die dat traject vrijwel dagelijks aflegde, moest strijden om die trappetjes te laten vervangen door flauwe hellingen, zodat ook de fietser hier ongehinderd zijn weg kon vinden. Er kwam vanaf de Prins Hendrikkade een doorlopend fietspad rond NEMO, die de noord- en westgevel van dat gebouw volgt en vervolgens aansluit op de Mr. J.J. van der Veldebrug richting Oosterdokseiland. Van Moerkerken moest er meer dan tien jaar voor vechten, totdat de aanpassingen werden verricht. In de voorzomer van 2016 kon het fietspad geopend worden en verkreeg het zijn naam.   
Vijf jaar later werd Van Moerkerken benoemd tot Lid in de Orde van Oranje-Nassau. Hij overleed op 19 januari 2024 op 62-jarige leeftijd.